# Gare de Wenzhou-Sud
La gare de Wenzhou-Sud (chinois : 温州南站 ; pinyin : wēnzhōu nán zhàn), est une gare ferroviaire de ligne à grande vitesse chinoise, de la ville-préfecture de Wenzhou, au Sud de la province du Zhejiang.
Elle est située au Sud du centre urbain, dans le District d'Ouhai, quartier de Fanqiao (zh) (潘桥街道).

## Situation ferroviaire
Elle est située sur les lignes à grande vitesse suivantes :
- Ligne Ningbo–Taizhou–Wenzhou
- Ligne Wenzhou–Fuzhou
- LGV Jinhua–Wenzhou

## Service des voyageurs

### Desserte
des trains à grande vitesse] en direction notamment de la gare de Shanghai-Hongqiao.

### Intermodalité
Elle est située à 28 km à l'ouest de l'Aéroport international de Wenzhou Longwan par la route provinciale S27, cette route passe par la Gare de Wenzhou-Ouest (zh) et par le centre-ville, à 13,5 km près de la Gare de Wenzhou.

### Galerie

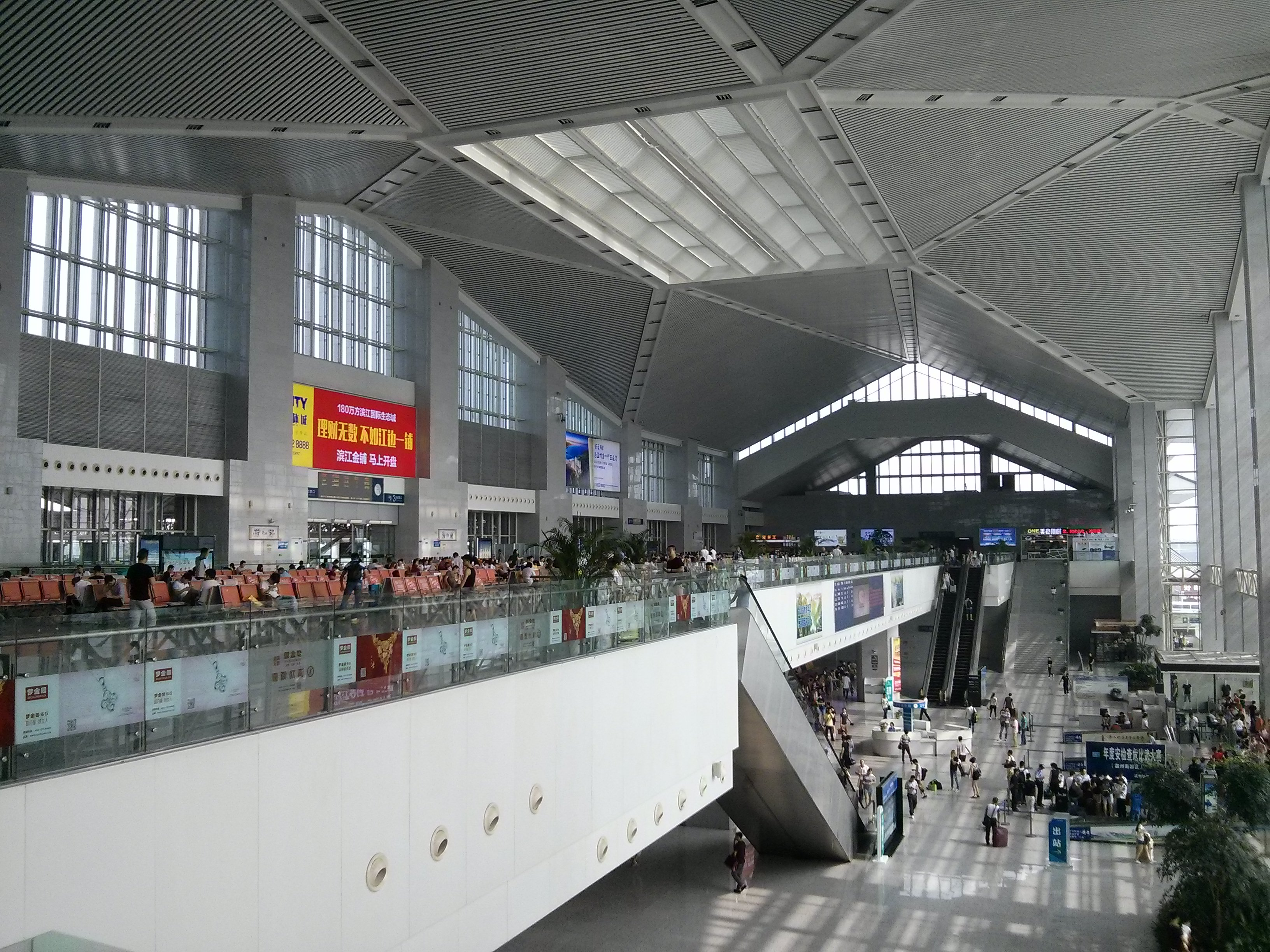
Salle d'attente
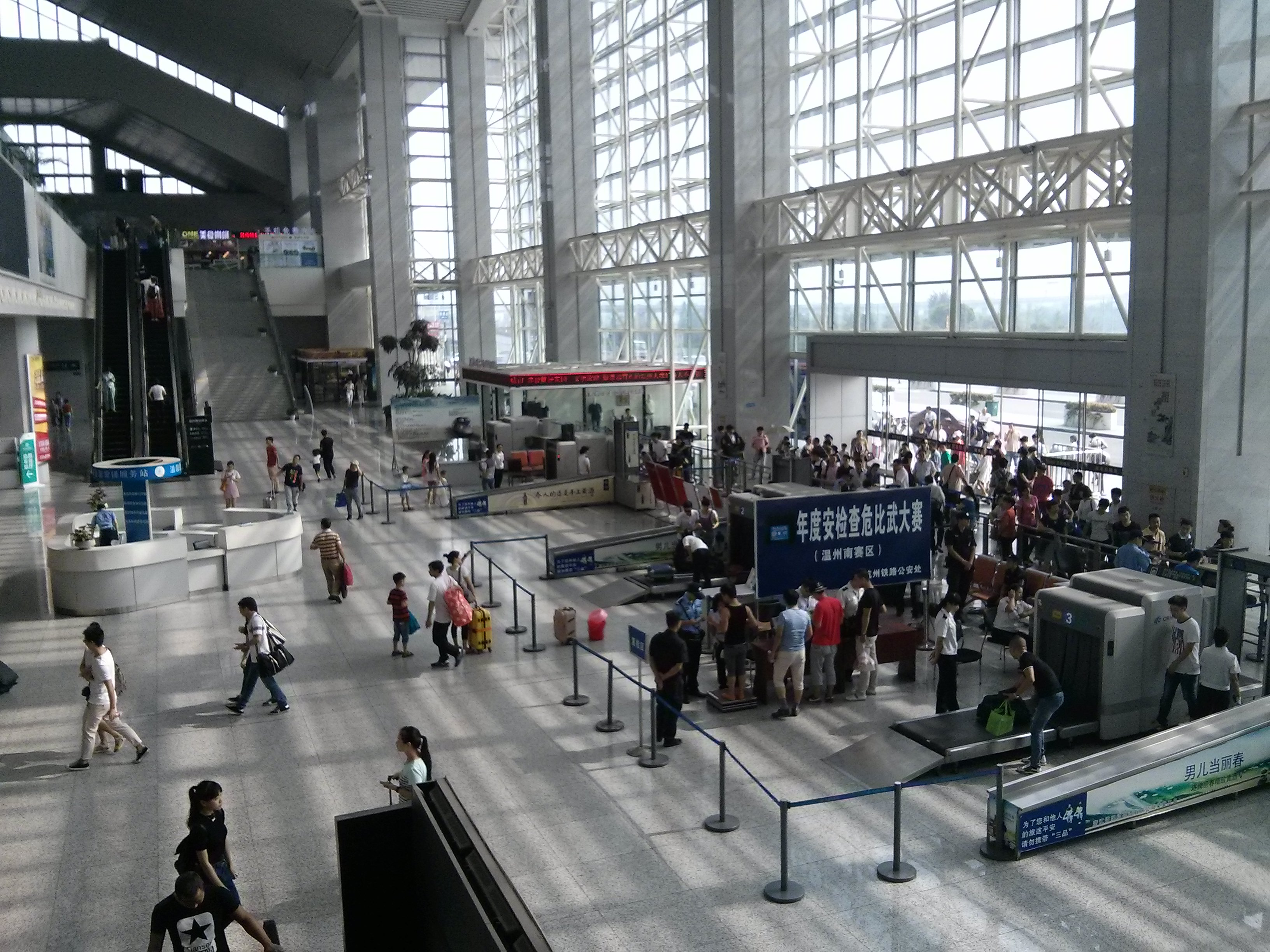
Entrée de la gare
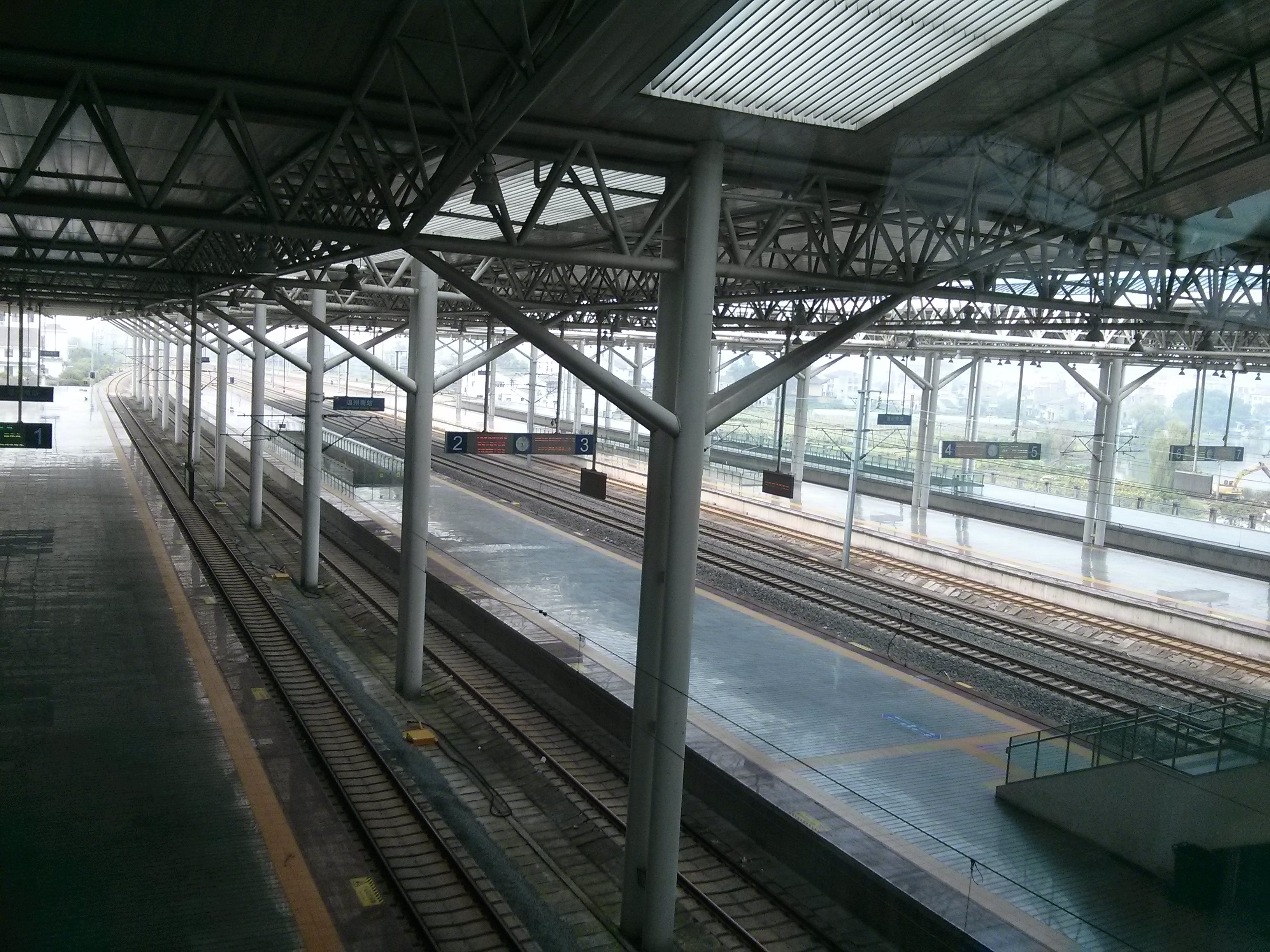
Quais
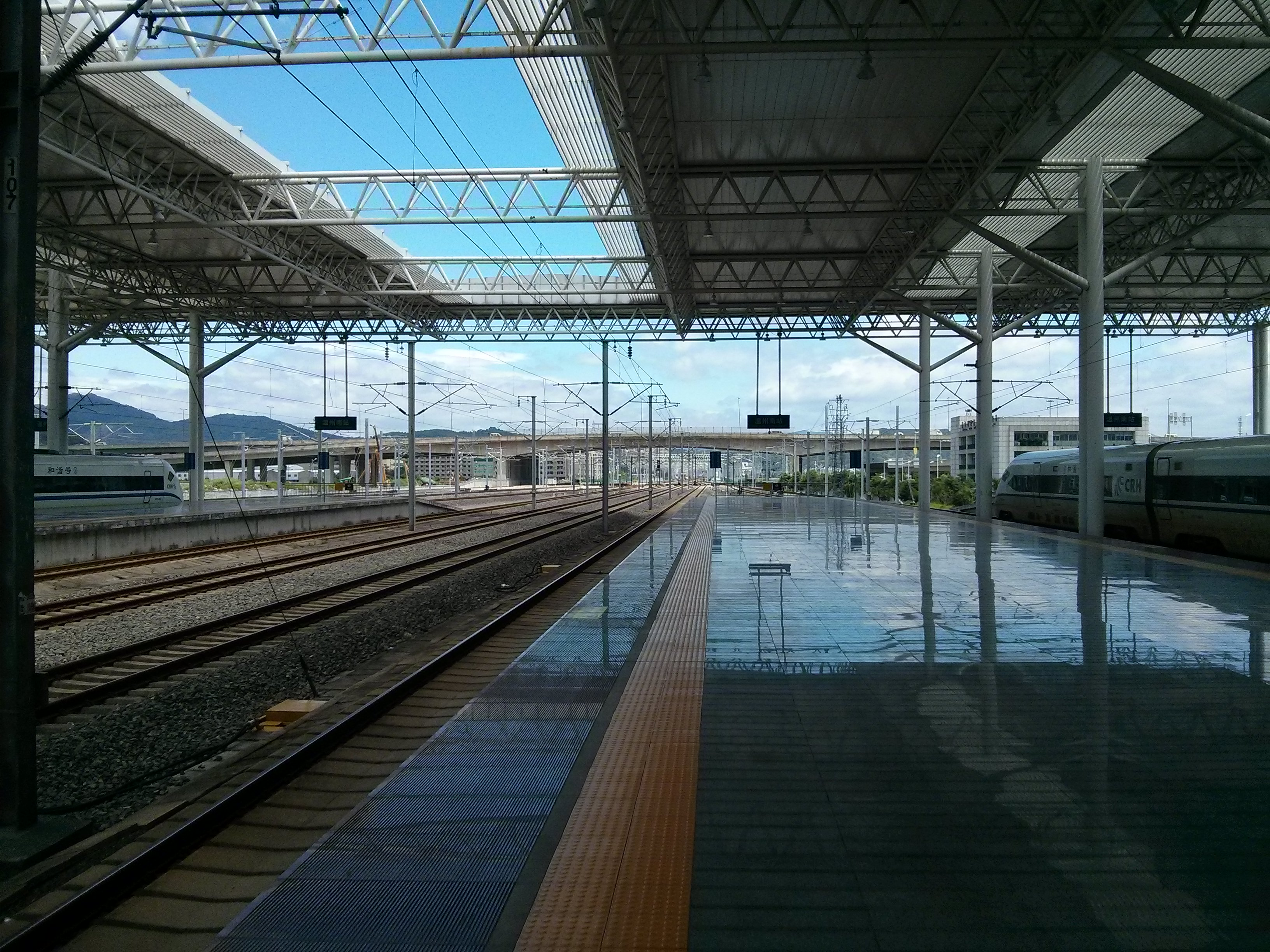
Quais 2 et 3（北朝向）
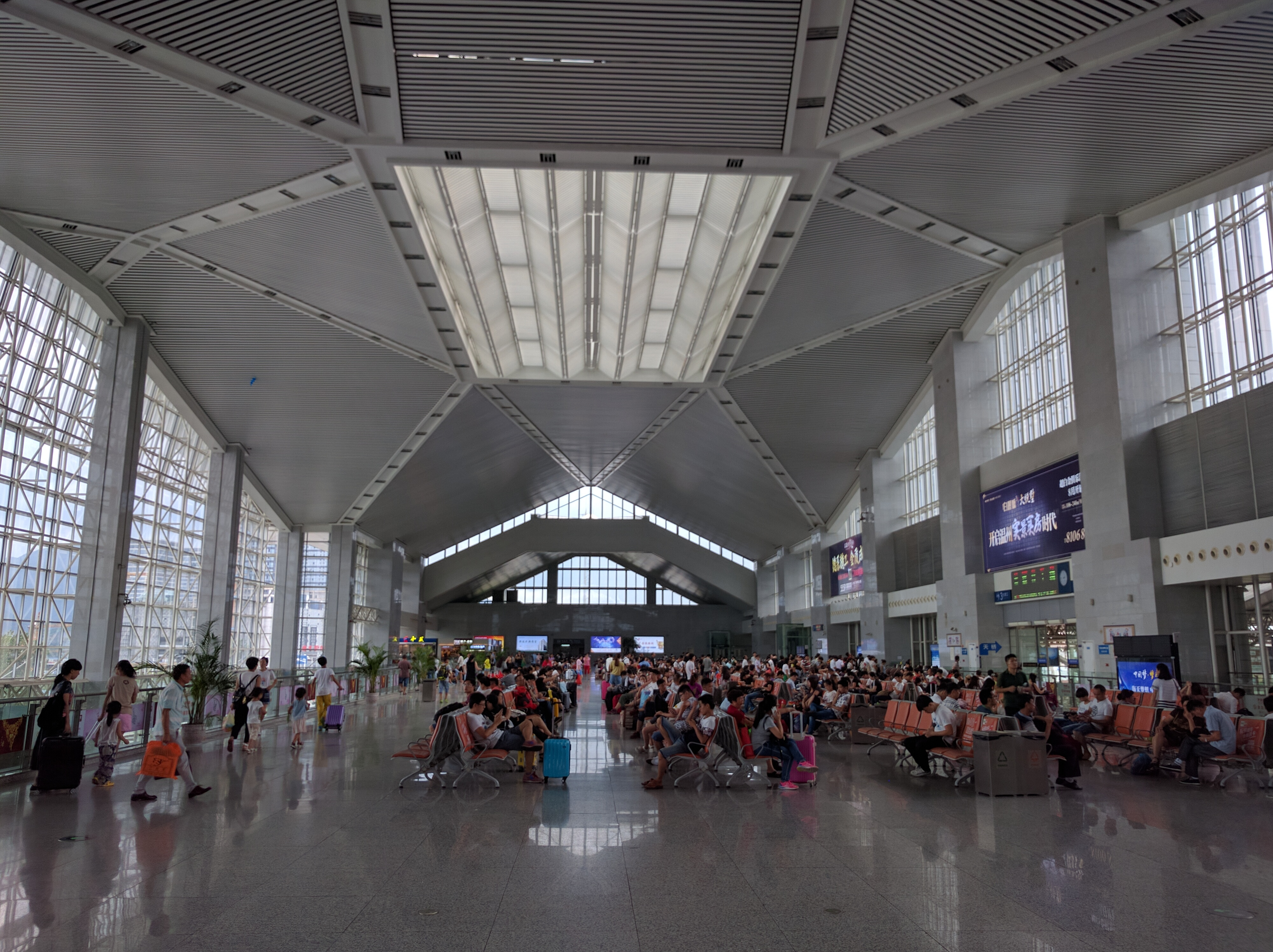
Salle d'attente du 2e étage